# Пташина малярія
Пташина малярія — паразитарне захворювання птахів, збудником якого є вид Plasmodium relictum, — найпростіших з роду плазмодій. Мікроорганізм може викликати смертельну інфекцію у видів, які не маєють резистентності до цього захворювання (наприклад, у пінгвінів). Пташина малярія може завдавати значної шкоди чутливій орнітофауні, наприклад гавайських птахів, у яких відсутній імунітет до Plasmodium relictum. Паразит не може передаватися безпосередньо від одного птаха до іншого, а потребує переносника — комарів, котрі передають паразитів. На Гавайських островах переносником зазначеного виду плазмодій є Culex quinquefasciatus.